# Naturskaderådet
Naturskaderådet (tidligere Stormflodsrådet (1991-2000) og Stormrådet (2000-2022)) er et dansk statsligt råd, der er nedsat som en følge af Bekendtgørelse af lov om visse naturskader af 16. april 2018 og senere revisioner. Rådets medlemmer udpeges af erhvervs og vækstministeren og består af otte medlemmer (udpeget af forsikringsselskaber, borgere, kommuner og ministerier) og en formand. Derudover er der tre sagkyndige, der er udpeget af Naturstyrelsen og Kystdirektoratet.
Rådet afgør, om en hændelse kan kaldes en stormflod, oversvømmelse og/eller stormfald. Hvis rådet afgør, at en hændelse opfylder betingelserne derfor, kan rådet tildele erstatning til personer, der er blevet ramt af disse hændelser, da deres forsikringsselskaber typisk ikke dækker disse.